# MG-105
A MG-105 é uma rodovia estadual de Minas Gerais. Sua extensão total é de 245,5 quilômetros, mas apenas 86,8 quilômetros de sua malha possuem pavimentação. Seu percurso inicia no entroncamento com a rodovia BR-251, no município de Pedra Azul, e termina em Carlos Chagas, na rodovia BR-418.

## Percurso
A rodovia passa pelos seguintes municípios:
- Pedra Azul
- Jequitinhonha
- Joaíma
- Fronteira dos Vales
- Águas Formosas
- Crisólita
- Pavão
- Carlos Chagas

## Entroncamentos
A MG-105 faz conexão com as rodovias BR-251, BR-367, MG-205, MG-409 e BR-418.

## Cursos d'água
Esta rodovia atravessa os seguintes cursos d'água:
- Rio Ilha do Pão ou Prata
- Rio Jequitinhonha
- Ribeirão Anta Podre
- Ribeirão Água Branca
- Rio São Miguel
- Rio Pampam
- Ribeirão do Gavião
- Rio Mucuri